# Sébastien François Bigot de Morogues
Sébastien-François Bigot de Morogues (Brest, 1º marzo 1706 – Villefallier, 26 agosto 1781) è stato un militare francese, terminò la sua carriera con il grado di Lieutenant-Général della marina francese ma deve la sua fama alla pubblicazione di numerose opere sulla tattica navale.
Nato a Brest, si arruolò nell'artiglieria reale nel 1723 per poi passare in marina nel 1736 come sottotenente di artiglieria. Nel 1746 venne promosso capitano di artiglieria e collaborò con Henri Louis Duhamel du Monceau per razionalizzare la costruzione di navi. 
Fu prima commissario generale dell'artiglieria a Brest, dalla sua opera a Brest si arrivò alla fondazione dell'Académie de Marine, di cui fu nominato membro ordinario nel 1752 e membro onorario nel 1769. Nel 1757-58 fu comandante della marina a Ostenda. Nel 1759, al comando del vascello Le Magnifique, prese parte alla Battaglia della baia di Quiberon a fianco di Hubert de Brienne.
Appassionato di matematica e fisica, nel 1737 pubblicò un saggio sulla polvere da sparo che attirò l'attenzione dell'Académie des Sciences. 
Nel 1763 pubblicò Tactique navale che venne tradotto in inglese e olandese. Fu autore di altri saggi e memorie sulla costruzione navale, la salute, le manovre e l'artiglieria. 
Nel 1771 fu promosso tenente generale delle armate navali.

## Opere
- Tactique Navale, 1763.